# Anisophyllea grandis
Espèce
Synonymes
- Anisophyllea gaudichaudiana Baill.
- Strychnos grandis Wall.

Statut de conservation UICN

 VU B1+2a : Vulnérable
Anisophyllea grandis est une espèce de plantes de la famille des Anisophylleaceae.